# Orectoderus bakeri
Orectoderus bakeri är en insektsart som beskrevs av Knight 1968. Orectoderus bakeri ingår i släktet Orectoderus och familjen ängsskinnbaggar. Inga underarter finns listade i Catalogue of Life.